# Cançó de Santa Fe
La Cançó (o Cançon) de Santa Fe (pronuncia occitana: [kanˈsu ðe ˈsantɔ ˈfe], pronuncia catalana: [kənˈso ðə ˈsantə ˈfe]), in francese Chanson de sainte Foi d'Agen ed in italiano Canzone di Santa Fede, è una poesia agiografica riguardante Santa Fede di Agen, di autore anonimo, che alcuni considerano uno dei più antichi documenti e componimenti poetici scritto in un dialetto catalano o occitano. È costituita di 593 versi ottosillabi, divisa in lasse monorime, il cui numero oscilla da 45 a 55.
L'opera è tramandata da un unico testimone, un manoscritto conservato alla Biblioteca universitaria di Leida dove si eclissò a lungo a causa di un'errata collocazione, venendo riscoperto solo nel 1901 e pubblicato per la prima volta da José Leite de Vasconcelos (in lingua portoghese) nel 1902.

## Epoca di composizione e origine geografica
Fu scritta da un poeta anonimo tra il 1054 e il 1076, durante il regno di Raimondo Berengario I, Conte di Barcellona.
Il luogo della sua composizione è oggetto di controversia. Potrebbe essere stata scritta nella regione intorno a Narbona, oppure provenire dal monastero di Sant Miquel de Cuixà (nel Rossiglione), laddove sono state rinvenute le reliquie pertinenti a Santa Fede o quelle di Sant Martí del Canigó. Nel Rossiglione dell'XI secolo, il nome Fede (Fides) era relativamente comune. Altri suggeriscono, tra le altre regioni, la Provenza, la Cerdagna e il Quercy. 

## Questione della lingua
La lingua (o il dialetto) in cui è scritto il poema è oggetto di varie ipotesi, sulle quali pesa il fatto che essa fornisce motivi di orgoglio nazionale all'indipendentismo catalano, visto che su di essa si fonda la tesi secondo cui catalano e occitano, la lingua della Francia meridionale, fossero indistinte prima del XIV secolo. Ernst Hoepffner (1926) argomenta che la lingua "non era certamente catalana". Martín de Riquer (1964) concorda sul fatto che "non si può affermare in modo indubitabile la catalanità di questo bellissimo e geniale poema". Aurelio Roncaglia (1961) suggerisce che fosse stata scritta in lingua d'oc (occitano), ma ai margini della Catalogna. Già nel 1581 Claude Fauchet credeva che essa fosse il vieil espagnol, pour le moins cathalan (antico spagnolo, se non altro almeno catalano), ma il manoscritto Fauchet derivava da quello scomparso. Fu scoperto nel 1901 tra i lavori di Ausiàs March nella biblioteca dell'Università di Leiden da José Leite de Vasconcelos. Era stato evidentemente collocato fuori posto nel 1716 in base alla sua erronea identificazione come opera  di March del 1562. Nel 1962 J. W. B. Zaal studia il manoscritto di Fauchet e, sulla base delle parole razo espanesca trovate nella Cançó, ne determina la provenienza da un'area culturale trans-pirenaica. La storia del manoscritto fornisce ancor più sostegno alla conclusione secondo cui la lingua della Cançó sia quella di un dialetto più iberico (sì da poter essere stata confusa con il catalano del tardo medioevo). 

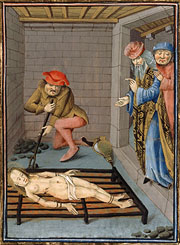
Martirio di Santa Fede in un'illustrazione tardo-medioevale

## Struttura e contenuti
La Cançó è una narrazione in versi del martirio di Santa Fede ad Agen (300 circa), il suo supplizio e il castigo che colpì i suoi torturatori: Diocleziano e Massimiano. La poesia è ricalcata principalmente sull'ormai perduta Passio sanctorum Fidis et Caprisii latina, sebbene siano state identificate sette fonti latine, tra cui il De mortibus persecutorum di Lattanzio. 
la studiosa Elisabeth Work la divide in due parti distinte: una convenzionale chanson de saint che dura le prime 41 lasse ed è basata sulle fonti tradizionali, e un'originale chanson de felon corrispondente alle otto lasse finali. La prima parte è eloquente e raffinata, mentre la successiva, mediocre, spesso attribuita alla frase a lei francesca, presa a indicare che il poeta stesse componendo alla maniera del lai narrativo scritto in antico francese. Il poeta stesso narra la parte finale con un'aria di disgusto appropriata al contenuto criminoso. Dappertutto, tuttavia, la sua lingua è ortograficamente, lessicalmente e ritmicamente coerente. 
In base ai versi finali della sua razó (prologo), la Cançó era popolare nelle regioni di Basconia, Aragona e Guascogna dove la gente poteva affermare la sua verità: